# Marhaura
Marhaura is een notified area in het district Saran van de Indiase staat Bihar. 

## Demografie
Volgens de Indiase volkstelling van 2001 wonen er 24.534 mensen in Marhaura, waarvan 52% mannelijk en 48% vrouwelijk is. De plaats heeft een alfabetiseringsgraad van 42%. 